# サイア・ファインガー
サイア・ファインガー（Saia Fainga'a 1987年2月2日 - ）は、オーストラリア出身のラグビーユニオン選手。ポジションはフッカー。

## 人物
1987年2月2日、ニューサウスウェールズ州のクイーンビーアンで生まれる。
身長187cm、体重103kg。
トンガとアボリジニの家系。
アンソニー・ファインガーとは双子の兄弟。

## キャリア
2003年と2004年の2年連続でラグビーオーストラリア高校代表(Australian Schoolboys)に選出される。
2006年、19歳以下代表に選出。地元のクラブ、クイーンビーアン・ホワイツ(Queanbeyan Whites)に所属、スーパー14(現スーパーラグビー)のブランビーズに入る。
2008年、セブンス代表に選出される。2009年、ブランビーズからレッズへ移籍する。同年、2年連続でセブンス代表に選出。
2010年、ワラビーズに初選出、フィジー戦で代表デビュー。
2011年、ワールドカップのオーストラリア代表に選出された。
2017年、ブランビーズに復帰。また同年、ロンドン・アイリッシュに加入。

## リンク
- サイア・ファインガー (@FaingaaTwins) - X（旧Twitter）
- サイア・ファインガー (@faingaatwins) - Instagram
- Saia Fainga'a Ultimate Rugby
- Saia Fainga'a Rugby Union
- Wallabies Profile